# Angola
Republika Angola je država u jugozapadnoj Africi. Na zapadu izlazi na Atlantski ocean, a na kopnu graniči: na sjeveru i istoku s Demokratskom Republikom Kongo, na istoku sa Zambijom i na jugu s Namibijom. Dio granice na jugu prema Namibiji čini rijeka Cunene. Angolska eksklava Cabinda koja je od ostatka zemlje odvojena teritorijem DR Konga graniči na sjeveru i s Republikom Kongo (Kongom Brazzaville). Bié je visočje u središnjem dijelu Angole.
Iako Angola obiluje rudnim bogatstvima (naftom, dijamantima i zlatom), nakon četvrt stoljeća gotovo neprekinutog građanskog rata (1975. – 2002.) i velikih razaranja i dalje je među najsiromašnijim zemljama svijeta. BDP je u 2004. iznosio 2.100 USD po stanovniku, mjereno po PPP-u. Prvi predsjednik je bio Agostinho Neto.

## Promet
Značajnije morske luke za međunarodni promet su Luanda, Lobito, Namibe i Cabinda.

## Religija
97% Angolaca su Kršćani, a 2% stanovništva čine pripadnici drevnih afričkih religija. Islam propovijeda 1% angolskog stanovništva.

## Jezici
Na području Angole nabrojeno je ukupno 42 priznata individualna jezika, među kojima je jedan izumro. Nacionalni ili službeni jezici su: portugalski, kikongo, kimbundu, mbunda, chokwe i oshiwambo.
Popis: bolo, chokwe*, diriku, holu, khwe, kikongo*, kilari, kimbundu*, kisikongo, kung-ekoka, kwadi †, kwangali, lucazi, luimbi, lunda, luvale, luyana, maligo, mashi, mbangala, mbukushu, mbunda*, mbwela, ndombe, ndonga, ngandyera, nkangala, nkumbi, nyaneka, nyemba, nyengo, oshiwambo*, ǃOǃung, portugalski*, ruund, sama, songo, umbundu, yaka, yauma, yombe i zemba.

## Povijest portugalske vladavine
Područje Angole su u prapovijesti naseljavala plemena lovaca-sakupljača, čiji ostaci sežu još od Kamenog doba. Moderna istraživanja pokazuju da se početkom zadnjeg stoljeća pr. Kr. na području javljaju plemena koja govore jezicima iz porodice zapadnih Bantu jezika.
Područje današnje Angole počeli su istraživati portugalci krajem 15. stoljeća. 
Diogo Cão otkrio je Kraljevstvo Kongo i rijeku Kongo 1483.g., te su portugalci područje poslali misionare i poslanike. U okruženju su postojala i ostala kraljevstva, pa portugalci su poslali misionare i u kraljevstvo Ndongo. Kraljevstvo Kongo prihvatilo je kršćanstvo kao državnu religiju 1520.g., a 1548. izgradili su i crkvu. Godine 1564. pod vodstvom istraživača Dias de Novais, koji je dobio dozvolu portugalskog dvora da kolonizira područje, u Angolu je stigao manji broj portugalskih vojnika, doseljenika i misionara. 
Portugalska kolonija Angola osnovana je 1575. kada se je Dias vratio sa skupinom doseljenika i osnovao utvrdu Luanda, kasnije 1587. i utvrdu Banguela (postala grad 1617). 
Dias je vojsku planirao koristiti kao pomoć prijateljskim kraljevstvim Kongo i Ndongo u ratovima s lokalnim manjim plemenima i njihovim kraljevstvima. Međutim portugalac Francisco Barbuda koji je već duže vrijeme prebivao u Angoli uspio je uvjeriti kralja Ndonga kako će mu novopridošli portugalci pokušati osvojiti kraljevstvo, na što je kralj 1579.g. napao posjede portugalaca zajedno s njihovim brojnim robovim i slugama od kojih su mnogi bili iz plemena kraljevstva Kongo. Kralj Ndonga prisilo je Portugalce na povlačanje u okolicu Luande (današnji glavni grad Angole), grada osnovanog 1575. kao "São Paulo de Loanda" u kojemu je živjelo nekoliko stotina doseljenika i četiristotinjak vojnika. Kralj Konga, Álvaro I., pomogao je portugalcima svojom velikom vojskom, kao osvetu za ubojstva pripadnika svojeg plemena, te su uz pomoć Kraljevstva Kongo portugalci uspjeli zadržati Lunadu i okolicu. Kasnije su brojnim sukobima, i uz pomoć saveza s lokalnim nezadovoljnim plemenima uspjeli proširiti svoj teritorij. Nakon različitih uspjeha obaju strana potpisan je mir 1599.
Oko 1600.g. susjedno Kraljevstvo Benguela napadale su bande plemena Imbangala koje su zarobljenike prodavali portugalcima kao roblje. Godine 1615. guverner portugalske kolonije pripadnicima ovoga plemena ojačao je svoju vojsku, te je zajedno sa saveznicima napao kraljevstvo Ndongo. U tom pothvatu zarobio je oko 50 000 ljudi od kojih su većina prodani u Sjevernu Ameriku, Virigina kao prvi Afrikanci robovi. Kraljevstvo Ndongo svelo se na skupinu otoka na rijeci Kwanza, a teritorij su podijelili portugalci i novoosnovano Kraljevstvo Imbangala. Godine 1622. potpisan je sporazum s kraljicom Nzinga Mbande, sestrom kralja Ndonga koju je čak guverner i usvojio, sporazum koji nije nikada ispoštovan. Imbangale su nastavile otimati ljude iz kraljevstva Nonga i iz područja pod portuglaskom upravom i prodavati ih u roblje. Prema uvjetima sporazuma, na to su portugalci vojno intervenirali, ali samo prividno na strani kraljice Nzinga, ne želeći izgubiti savezništvo Imbangala. 
Godine 1622. napali su područja pod kontrolom kraljevstva Kongo, a nakon prvotnog uspjeha doživjeli su poraz koji je ekonomski destabilizirao koloniju, što je dovelo do nemira u koloniji, i zatvaranja guvernera, a vojna hunta je brzo potpisala mir s Kraljevstvom Kongo (koje je za saveznika imalo (Nizozemsku zapadnoindijsku kompaniju). Zbog potpisanog mira Kongon nije pomogao floti Piet Heyna u napad na Luandau 1624.g. Portugalski dvor poslao je novog guvernera, koji je u dva veća rata 1626. i 1628. protjerao kraljicu Nzingu (postala vladaricom nakon samobuojstva brata 1624.) s otoka, te se je ona povukla u Matambu, a zaraćene strane su 1639. potpisali su mir.
Godine 1641. nizozemci su osvojili grad Luandu i potpisali sporazum s kraljicom Nzingu, koja je napala portugalce, koji su se nakon poraza iz priobalne regije povukli u utvrde u unutrašnjosti Angole. U unutrašnjosti su portugalci ratovali s vojskama kraljevstva Kongo i Ndonga. Nizozemci prvotno nisu slali vojsku u unutrašnjost, te su portugalci uspješno odolijevali plemenskim napadima. Portugalcima su u nekoliko navrata stigla pojačanja iz Brazila koji je u to vrijeme bio portugalska kolonija, što je dovelo do protjerivanja nizozemaca iz Angole, vraćanja Luanda i ostalih posjeda pod kontrolu Portugala, te povlačanje kraljice Nzinge natrag u Matambu i potpisivanja mir 1656.g.
Godine 1655. Angole je postala jedna od nekoliko teritorija Portugalske Zapadne Afrike sve do 1951. kada je postala prekomorska kolonija Portugala. Nezavisnost je dobila 1975.g.